# 게이한야마시나역
게이한야마시나역(일본어: 京阪山科駅)은 일본 교토부 교토시 야마시나구에 있는 게이한 전기철도 게이한 게이신 선의 역이다. 역 번호는 OT31이다.

## 역사
- 1912년 8월 15일: 게이신 전기궤도 후루카와초 ~ 나기쓰지 구간 개통과 동시에 비샤몬도역으로 영업 개시.
- 1921년 8월 13일: 야마시나에키마에역으로 역명 변경.
- 1925년 2월 1일: 회사 합병으로 게이한 전기철도의 역이 됨.
- 1934년 4월 12일: 역을 교토 방향으로 약 70m 이전, 대피선이 만들어진 섬식 승강장 2면 4선의 완급 접속 가능역이됨.
- 1943년 10월 1일: 회사 합병으로 게이한신 급행 전철의 역이 됨.
- 1949년 12월 1일: 회사 분리로 다시 게이한 전기철도의 역이 됨.
- 1953년 4월 1일: 게이한야마시나역으로 역명 변경.
- 1955년 8월 20일: 국철역 측에 동쪽 개찰구 신설.
- 1973년: 섬식 승강장 2면 4선의 구조에서 상대식 승강장 2면 2선으로 축소됨.
- 1977년 8월 15일: 오쓰 선에서 처음으로 매표기 설치.
- 1994년 4월 6일: 동쪽 개찰구 임시 역사화.[1]
- 1996년: 지하철 도자이 선 개업에 따라 역 개량 공사를 하면서 동쪽 개찰구의 개축 및 열차의 4량 편성화에 따른 승강장 유효 길이 연장 (2량 → 4량).
- 2002년 1월 15일: 자동 개찰기 사용 개시.
- 2007년 4월 1일: IC카드 "PiTaPa"의 이용 개시.
- 2008년 8월: 의료 법인에서 기증 받은 자동 체외식 제세 동기(AED) 설치.[2]

## 역 구조
상대식 승강장 2면 2선의 지상역이다. 역사(개찰구)는 상하행선 승강장의 하마오쓰 방향에 각각 설치되어 있어 승강장은 구내 건널목에서 서로 연결되고 있다. 과거에는 "비와코호"용 제치선이 설치되어 있었다. 이날, 철거 이후에는 선발 선착의 평행 다이아였다.
오쓰 선 외 역과 마찬가지로 게이한 본선 계통 각 역에서의 승차표는 구입할 수 없다. 단, 교토 시영 지하철 가라스마 선의 마루타마치 역과 시조 역 등으로 승차표는 구입 가능하기 때문에 구입 오류 방지를 위한 경고가 붙여져 있다.
이 역의 바로 남쪽에는 게이한 버스 터미널이 있고 야마시나 각지의 주택지나 다이고, 로쿠지조 방면 발이다. 이 터미널은 과거에 게이한 선로에서 북쪽의 JR역과 사이로 좁은 장소에 있었지만 재개발에 따라 이전했다.

### 승강장
| 북쪽 | ■ 게이신 선 (상행) | 하마오쓰 방면 (이시야마데라・사카모토) - 하마오쓰 방면은 환승                                                                        |
| 남쪽 | ■ 게이신 선 (하행) | 산조케이한・교토시야쿠쇼마에・우즈마사텐진가와 방면 게이한 선 (데마치야나기・오사카 요도야바시・나카노시마) - 산조케이한 방면은 환승 |

※ 당초에는 1량, 이어서 2량의 플랫폼이었지만, 지하철 도자이 선 개통에 따라 서쪽 방향으로 연장되어 4량화가 되었다. 안내상의 역 번호는 설정되지 않았다.

## 역 주변
본 역에 근접한 위치에, JR 서일본 및 교토 시영 지하철 도자이 선 야마시나역이 각각 설치되어 있다.
- 비샤몬도
- 비와코 수로
- 교토 부립 라쿠토 고등학교
- 라쿠토 야마시나 -
- JR 야마시나 역 NK빌딩
- 구, 산조도리(구, 도카이도), 산조도리, 교토 외환상선(시도 외환상선)
- 야마시나 경찰서 야마시나 역 파출소
- 교토 약과 대학
- 교토 젓가락 문화 자료관
- 교토 야마시나타케하나 우체국
- 우에다 의원
- 낙화회 오토와 병원

## 인접역
| 게이한 전기철도 ■게이신 선 | 게이한 전기철도 ■게이신 선 | 게이한 전기철도 ■게이신 선  |
| -------------------------- | -------------------------- | --------------------------- |
| T08 미사사기 미사사기 방면 | ■ 게이신 선                | 시노미야 OT32 하마오쓰 방면 |